# Forbes 30 Under 30
Forbes 30 Under 30 est un ensemble de listes de personnes de moins de 30 ans publiées chaque année par le magazine Forbes et certaines de ses éditions régionales.
Les listes américaines reconnaissent 600 personnalités du monde des affaires et de l'industrie, dont 30 sélectionnées dans vingt industries chacune. L'Asie et l'Europe ont également chacune dix catégories pour un total de 300 chacune, tandis que l'Afrique a une seule liste de 30 personnes. Forbes héberge des conférences associées et une section de son site Web intitulée 30 Under 30.

## Histoire
En 2011, Forbes lance sa liste 30 Under 30 sous la direction de Randall Lane. En 2016, les nominations pour la liste avaient atteint plus de 15 000, les éditeurs de Forbes sélectionnant 30 gagnants pour chacune des 20 catégories.
Au fil du temps, Forbes élargi la fonctionnalité pour établir des listes continentales pour l'Asie, l'Europe (lancée en 2016),, et l'Afrique.
Forbes utilise également le nom Under 30 pour une chaîne dédiée sur son site Web, associée à une application de médias sociaux 30 Under 30. Le Washington Post rapporte que la chaîne vise à fournir "une programmation axée sur la génération Y aux nombreux consommateurs influents du magazine". L'application de médias sociaux est une collaboration avec Tinder via l'ancien lauréat 30 Under 30 Sean Rad, cofondateur et président de Tinder.

## Conférences

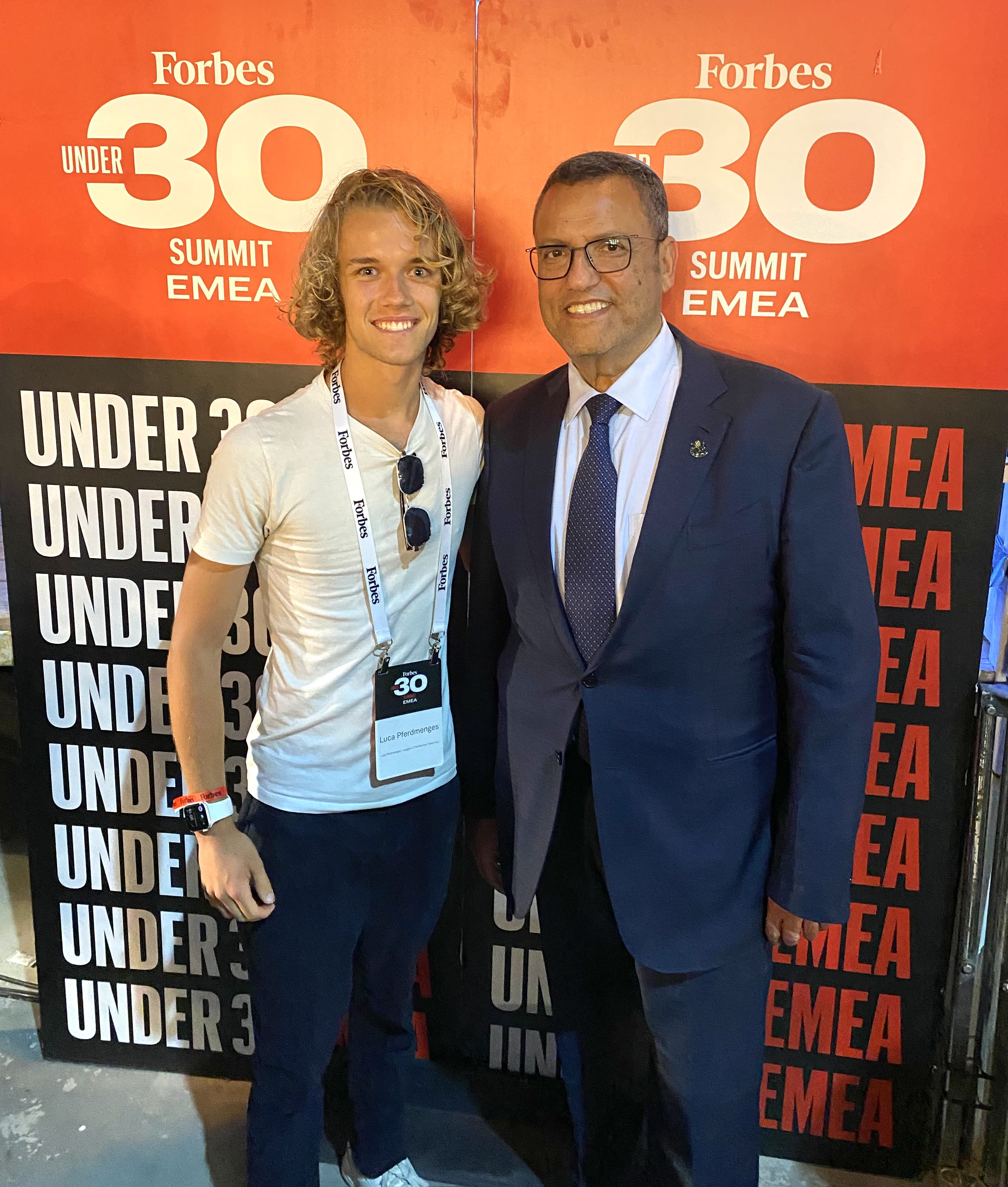
Le maire de Jérusalem, Moshe Lion avec l'influenceur Luca Pferdmenges au sommet 30 Under 30 à Jérusalem.

En plus de la fonction magazine, Forbes organise un sommet annuel 30 Under 30. En 2014 et 2015, le sommet a eu lieu à Philadelphie, avec Monica Lewinsky faisant les gros titres, lors du premier sommet pour son discours sur la cyberintimidation. Les sommets de 2016 et 2017 ont tous deux eu lieu en octobre à Boston. Les organisateurs incluent le chef Chris Coombs, l'assistant du maire de Boston Dan Koh et le professeur d'oncologie pédiatrique Cigall Kadoch.
En avril 2016, Forbes a organisé son premier sommet international 30 Under 30, axé sur l'Europe, le Moyen-Orient et l'Afrique, à Tel-Aviv et à Jérusalem. Parmi les orateurs figuraient Monica Lewinsky, Shimon Peres et Okieriete Onaodowan. Onaodowan a été honoré en 2016 sur la liste 30 Under 30 Hollywood & Entertainment pour son interprétation d' Hercules Mulligan et James Madison à Hamilton.
Le 9 décembre 2020, Forbes a organisé le "2020 Forbes Power Women's Summit" virtuel pour reconnaître les femmes qui dirigent des mouvements majeurs et créent des entreprises d'un milliard de dollars.
Le Botswana est le premier pays africain à accueillir Forbes 30 Under 30 du 24 au 28 avril 2022.

## Critique
La liste des 30 moins de 30 ans a suscité quelques critiques, notamment pour la sous-reconnaissance des jeunes des minorités raciales et des femmes. The Root a observé que 29 des 30 journalistes honorés sur la liste inaugurale des médias en 2011 étaient blancs, et aucun noir ou latino. Elle Afrique du Sud a noté le déséquilibre entre les sexes des listes de 2014, demandant : « Où sont les femmes ? ». La démographie des sélections Forbes a continué de susciter l'intérêt; Poynter a rapporté que la liste des médias de 2015 comptait 18 femmes, le plus dans l'histoire de cinq ans de la liste.
En réponse aux critiques, Forbes a lancé en 2020 "Power Rising: This Are The Women To Watch" et a publié une liste des 100 femmes les plus puissantes du monde,. En 2021, Forbes a publié « Black Futures Month : 8 Black Entrepreneurs to Watch » et a lancé Forbes EQ (Equity Quotient), une plateforme où les entreprises, les entrepreneurs et les organisations à but non lucratif des groupes sous-représentés partagent leurs expériences,.

## En France
La liste des lauréats français en fonction des années :

### 2017[29]
| Nom                           | Âge    | Fonction                                                 |
| ----------------------------- | ------ | -------------------------------------------------------- |
| Jeanne Damas                  | 23 ans | Fondatrice (Rouje)                                       |
| Damien Morin                  | 27 ans | Fondateur (Save)                                         |
| Louis Schena                  | 28 ans | Cofondateur (Swipii Labs)                                |
| Ana Webanck                   | 28 ans | Directrice e-commerce (My Little Box)                    |
| Heloise Letissier             | 28 ans | Chanteuse                                                |
| Estelle Mossely               | 24 ans | Athlète                                                  |
| Guillaume Capelle             | 29 ans | Cofondateur (Singa)                                      |
| Elisa Lewis                   | 26 ans | Vice présidente (Démocratie ouverte)                     |
| Soazig Barthélémy             | 27 ans | Fondatrice (EMPOW’HER)                                   |
| Alisée de Tonnac              | 29 ans | Cofondatrice (SEEDSTARS)                                 |
| Benjamin Dupays               | 26 ans | Fondateur (CENTIMEO)                                     |
| Guillaume-Fourdinier          | 29 ans | Cofondateur (AGRICOOL)                                   |
| Gonzague Gru                  | 29 ans | Cofondateur (AGRICOOL)                                   |
| Joséphine Goube               | 28 ans | CEO (Techfugees)                                         |
| Reza Rahnema                  | 28 ans | Cofondateur (NATAKALLAM)                                 |
| Pia d'Iribarne                | 29 ans | Investisseur (ACCEL VENTURES)                            |
| Sofia Hmich                   | 29 ans | Fondatrice (FUTURE POSITIVE CAPITAL)                     |
| Micha Katz                    | 28 ans | Banquier d’investissement en technologie (CODE ADVISORS) |
| Aymeric Barthes               | 29 ans | Directeur général (NAIO TECHNOLOGIES)                    |
| Florent Longa                 | 29 ans | Cofondateur (ECHY)                                       |
| Paul Morlet                   | 26 ans | Fondateur (Lunettes pour tous)                           |
| Xavier Duportet               | 29 ans | Cofondateur (ELIGO BIOSCIENCE)                           |
| Victor Dillard                | 29 ans | Cofondateur (Desktop Genetics)                           |
| Marjolaine Grondin            | 27 ans | Fondatrice (JAM)                                         |
| Benedicte de Raphélis Soissan | 29 ans | Fondatrice (Clustree)                                    |
| Sandra Rey                    | 26 ans | Fondatrice (Glowee)                                      |

### 2018[30]
| Nom                      | Âge    | Fonction                                                                     |
| ------------------------ | ------ | ---------------------------------------------------------------------------- |
| Alexandra Sophie         | 25 ans | Artiste                                                                      |
| Alexandru Agachi         | 29 ans | Investisseur (Empirics Capital)                                              |
| David Siret              | 26 ans | Cofondateur (Damae Medical)                                                  |
| Anaïs Barut              | 25 ans | Cofondatrice (Damae Medical)                                                 |
| Karim Sabba              | 26 ans | Cofondateur (Association Française pour la Gestion des Cybermonnaies (AFGC)) |
| Cyril Berdugo            | 28 ans | Cofondateur (Landis)                                                         |
| Elsa Hermal              | 28 ans | Cofondatrice (Epicery)                                                       |
| Charlie Meraud           | 24 ans | Cofondateur (Association Française pour la Gestion des Cybermonnaies (AFGC)) |
| Hugo Marchand            | 24 ans | Danseur                                                                      |
| Camille Thomas           | 29 ans | Violoncelliste                                                               |
| Eve Tamzar Najjar        | 28 ans | (SensioAir)                                                                  |
| François-Xavier Trancart | 28 ans | DG (Artsper)                                                                 |
| Flore de Taisne          | ?      | Cofondatrice (ISHKAR)                                                        |
| Paul Pogba               | 23 ans | Footballeur                                                                  |
| Quentin Le Pape          | 29 ans | (Mobkoi)                                                                     |
| Guillaume Le Pape        | 28 ans | (Mobkoi)                                                                     |
| Charles Nouboue          | 28 ans | ?                                                                            |
| Bartosz Jakubowski       | ?      | ?                                                                            |
| Marine Tanguy            | 28 ans | Fondatrice (MTart)                                                           |
| Jonathan Userovici       | 24 ans | Junior de Idinvest Partners (en)                                             |
| Tugce Ergul (en)         | ?      | Cofondatrice (Angel Labs)                                                    |
| Hervé Berville           | 28 ans | Membre du conseil d'administration de l'Agence Française de Développement    |
| Marie Le Conte           | 26 ans | Journaliste indépendante                                                     |
| Nicolas Bustamante       | ?      | Cofondateur (Doctrine)                                                       |
| Rafael Michali           | 22 ans | Cofondateur (CortiCar)                                                       |
| Julia Bijaoui            | 28 ans | Fondatrice (Frichti)                                                         |
| Camille Rumani           | 28 ans | Cofondatrice (VizEat)                                                        |
| Zahreddine Touag         | 25 ans | Cofondateur (Association Française pour la Gestion des Cybermonnaies)        |
| Jean de la Verpillière   | 28 ans | Cofondateur (Echion Technologies)                                            |

### 2019[31]
| Nom                      | Âge    | Fonction                                                                       |
| ------------------------ | ------ | ------------------------------------------------------------------------------ |
| Grégoire Genest          | 24 ans | Président (Alephom)                                                            |
| Anaïs Hody               | 27 ans | Présidente (Oui Chef)                                                          |
| Alexandre Boulmé         | 27 ans | Président (SameSame)                                                           |
| Arthur Ménard De Calenge | 27 ans | Président (Owayn)                                                              |
| Cyril Chemla             | 23 ans | DG (ProcessOut)                                                                |
| Cyril Dupuy              | 23 ans | Président (Vaonis)                                                             |
| Eliott Cohen Skalli      | 27 ans | (The Collectionist)                                                            |
| Emmanuelle Rybojad       | 27 ans | Artiste plasticienne                                                           |
| Fanny Abes               | 30 ans | Présidente (Fempo)                                                             |
| Firmin Zocchetto         | 26 ans | Président (PayFit)                                                             |
| François Carbone         | 29 ans | Président (Anaxago)                                                            |
| Jerome De Castries       | 26 ans | Direction (Afiniti)                                                            |
| John Banner              | 28 ans | Président (Sphère)                                                             |
| Marie Schneegans         | 25 ans | Présidente (Workwell)                                                          |
| Max-Hervé George (en)    | 29 ans | Président (Ultima Collection)                                                  |
| Noé Gersanois            | 28 ans | Direction (Raise) / Vice champion de France de Hockey sur glace (ligue Magnus) |
| Olivier Ramel            | 27 ans | Président (Kymono)                                                             |
| Rania Belkahia           | 29 ans | Présidente (Afrimarket)                                                        |
| Pierre Mugnier           | 27 ans | Président (Side)                                                               |
| Enzo Valente             | 17 ans | Athlète                                                                        |
| Géraldine Guyot          | 27 ans | Présidente (D'estrëe)                                                          |
| Loubna Ksibi             | 27 ans | Présidente (Meet My Mama)                                                      |
| Yassine Mountacif        | 27 ans | Président (Deepsense)                                                          |
| Victor Edouard           | 29 ans | Président (Marcel Livet)                                                       |
| Jean Baptiste Maillant   | 28 ans | Président (Wing)                                                               |
| Sandra Rey               | 28 ans | Présidente (Glowee)                                                            |
| Samuel Carré             | 26 ans | Directeur (Pokawa)                                                             |
| Perle Bagot              | 29 ans | Directrice (Hub Institute)                                                     |
| Jéméry Neyrou            | 26 ans | Président (Icare Technologies)                                                 |
| Kylian Mbappé            | 20 ans | Footballeur                                                                    |

### 2020[32]
| Nom                   | Âge    | Fonction                                                             |
| --------------------- | ------ | -------------------------------------------------------------------- |
| Clarisse Agbegnenou   | 28 ans | Athlète                                                              |
| Lucie Basch           | 28 ans | Fondatrice (Too Good To Go)                                          |
| Adèle Exarchopoulos   | 26 ans | Actrice                                                              |
| Charlotte Journo-Baur | ?      | Fondatrice (Wishibam)                                                |
| Charles Cohen         | ?      | Fondateur (Bodyguard)                                                |
| Alexandre Arnault     | 27 ans | CEO (Rimowa)                                                         |
| Frédéric Arnault      | 25 ans | Head du pôle stratégie et digital (Tag Heuer)                        |
| Jean Le brument       | ?      | Cofondateur (Brigad)                                                 |
| Judith Levy           | ?      | Cofondatrice et présidente (Même Cosmetics)                          |
| Nicolas Pages         | ?      | PDG (Satelia)                                                        |
| Lucas Hauchard        | 24 ans | Vidéaste                                                             |
| Anais Raoux           | ?      | Cofondatrice et PDG (Wake Up)                                        |
| Valentin Brunel       | ?      | DJ                                                                   |
| Jean-Baptiste Bouvier | ?      | (Monisnap)                                                           |
| Arthur Perticoz       | ?      | Cofondateur et DG (Majelan)                                          |
| Cloé Dana             | ?      | Cofondatrice et présidente (Dreamin)                                 |
| Henri Capoul          | ?      | DG (Bolt France)                                                     |
| Rudy Cohen            | ?      | Cofondateur et PDG (InBolt)                                          |
| Damien Quintard (en)  | ?      | Fondateur et PDG (The Mono Company & Sound Exploration Technologies) |
| Simon Laurent         | ?      | Cofondateur et PDG (Havr)                                            |
| Benoît Broudel        | ?      | Cofondateur et président (Luko)                                      |
| Louis Bonduelle       | ?      | Directeur (Chez Nestor)                                              |
| Julien Cote           | ?      | Cofondateur et CEO (Wakeo)                                           |
| Hadrien de La Tour    | ?      | Président (Adriver)                                                  |
| Maxime Doki-Thonon    | ?      | DG (Reech)                                                           |
| Alexandre Ducoeur     | ?      | Président Studapart                                                  |
| Maxime Huzar          | ?      | Président (SpaceFill)                                                |
| Ylan Dahan            | ?      | Président (Feuillet)                                                 |
| Maud Payan            | ?      | DG (Tarmac Technologies)                                             |
| Thomas Solignac       | ?      | Président (Golem AI)                                                 |

### 2021[32]
| Nom                          | Âge    | Fonction                                |
| ---------------------------- | ------ | --------------------------------------- |
| Jean-Baptiste Achard         | 22 ans | Président (StaffMe)                     |
| Anaïs Barut                  | 28 ans | Présidente (Damae Medical)              |
| Sylvain Bataillard           | 29 ans | Directeur (Hybrid Propulsion for Space) |
| Simon Bernard                | 29 ans | Directeur (Plastic Odyssey)             |
| Pierre Bertrand              | 29 ans | Directeur (Loft Orbital)                |
| Marine Barnerias             | 27 ans | Directrice (BOTA.tv)                    |
| Mickaël Braconnier           | 28 ans | Président (Mon Super Voisin)            |
| Maud Caillaux                | 26 ans | Présidente (Green-Got)                  |
| Eduardo Camavinga            | 18 ans | Athlète                                 |
| Louis Debouzy                | 29 ans | Président (Amabilis)                    |
| Émeric Delalandre            | 27 ans | Directeur (Hegid)                       |
| Xavier Durand                | 29 ans | Directeur (Aircall)                     |
| Angélique D'Esclaibes        | 27 ans | DG (Epycure)                            |
| Flora Ghebali                | 27 ans | Présidente (Coalitions)                 |
| Rudy Gobert                  | 28 ans | Basketteur                              |
| Justine Hutteau              | 26 ans | Directrice (Respire)                    |
| Vincent Jouanne              | 25 ans | Président (Vybe)                        |
| Léna Mahfouf                 | 23 ans | Vidéaste                                |
| Louane                       | 25 ans | Artiste                                 |
| Elie-Dan Mimouni             | 29 ans | DG (Medadom)                            |
| Cédric Meston                | 27 ans | DG (Les Nouveaux Fermiers)              |
| Ségolène Mouterde            | 28 ans | Présidente (Teamstarter)                |
| Pierre Nectoux               | 26 ans | DG (Wefight)                            |
| Flavien Neyertz              | 30 ans | Président (Cobalt)                      |
| Inès Reg                     | 28 ans | Humoriste                               |
| Chloé Réveillon              | 25 ans | Danseuse de ballet classique            |
| Mory Sacko                   | 28 ans | Président (Mosuke)                      |
| Pierre-Emmanuel Saint-Esprit | 28 ans | DG (Zack)                               |
| Hugo Volpei                  | 30 ans | Président (Trône)                       |
| François Vonthron            | 26 ans | Président (Mila)                        |

### 2022[33]
| Nom                        | Âge    | Fonction                        |
| -------------------------- | ------ | ------------------------------- |
| Arthur Auboeuf             | 28 ans | Président (Time for the planet) |
| Camille Aumont Carnel      | 25 ans | Présidente (Jemenbatsleclito)   |
| Laure Betsch               | 29 ans | DG (Fairy Made)                 |
| Marion Carré               | 27 ans | DG (Ask Mona)                   |
| Joseph Choueifaty          | 24 ans | Président (Goodvest)            |
| Lena Crolot                | 21 ans | Président (Billiv)              |
| Tanguy De la Villegeorges  | 27 ans | DG (WeWard)                     |
| Charles de Vilmorin        | 23 ans | Directeur artistique (Rochas)   |
| Arnaud Delubac             | 26 ans | Directeur (Greenly)             |
| Lily-Rose Depp             | 21 ans | Actrice et Mannequin            |
| Hugo Dinh                  | 29 ans | Président (NaoX Technologies)   |
| Adrien Fenech              | 28 ans | Président (Estimeo)             |
| Sylvain Forté              | 29 ans | Président (SESAMm)              |
| Harold Gardas              | 29 ans | DG (KÖM)                        |
| Eloa Guillotin             | 25 ans | Présidente (Beyond Aero)        |
| Nicolas Jacques            | 25 ans | Président (Naker)               |
| Yacine Kabeche             | 27 ans | Président (Circul'Egg)          |
| Evan Kervella              | 27 ans | Président (Chipiron)            |
| Anouck Le Terrier          | 29 ans | Présidente (Probiopharma)       |
| Quitterie Mathelin-Moreaux | 25 ans | Présidente (Skello)             |
| Richard Mazigh             | 27 ans | DG (Airton by MIH)              |
| Edwige Michau              | 28 ans | Présidente (Barooders)          |
| Julien Sebbag              | 29 ans | Chef cuisinier                  |
| Jules Simiand Brocherie    | 20 ans | Président (Extrastudent)        |
| William Simonin            | 28 ans | Président (Vivoka)              |
| Samuel Tamba               | 29 ans | Directeur (Diversidays)         |
| Marie Taquet               | 27 ans | Présidente (Iconoclass)         |
| Axel Toupane               | 29 ans | Athlète                         |
| Chloé Trespeuch            | 28 ans | Athlète                         |
| Jules Veyrat               | 29 ans | Président (Stoïk)               |

### 2023[34]
| Nom                       | Âge    | Fonction                                                 |
| ------------------------- | ------ | -------------------------------------------------------- |
| François Allet            | 26 ans | Président (Serial Entrepreneurs)                         |
| Clarisse Castan           | 27 ans | Directrice média (Accor)                                 |
| Naouri El-Borgi           | 29 ans | DG (Emirates Technology Excellence Center)               |
| Hassan-Ali Chaudhary      | 27 ans | Président (Fullsoon)                                     |
| Victoria Dauberville      | 27 ans | Artiste                                                  |
| Augustin Dummont          | 29 ans | Président (L'Escale Royale)                              |
| Déborah Elbaz             | 29 ans | Présidente (Yade)                                        |
| Leny Farnault             | 30 ans | Président (Hybrogines)                                   |
| Elena Feit                | 26 ans | Présidente (The Ethiquette)                              |
| Adrien Gery               | 23 ans | DG (Kikikickz)                                           |
| Camille Greco             | 26 ans | Directrice (Crush On & Fédération de la mode circulaire) |
| Valentine d'Harcourt      | 25 ans | Directrice (Anga)                                        |
| Théo Hoenen               | 23 ans | Président (HyLight)                                      |
| Nicolas Jeanne            | 29 ans | Président (Kindzian - Bolk)                              |
| Léa Moukanas              | 23 ans | Présidente (Association Aïda)                            |
| Wallerand Moullé-Berteaux | 25 ans | Président (Le Crayon)                                    |
| Tom Nguyen                | 28 ans | DG (Café)                                                |
| Sarah Nimir               | 30 ans | DG (Salut Beauté)                                        |
| Léa Phillipot             | 30 ans | DG (Mindology)                                           |
| Camille Pouyfaucon        | 29 ans | Présidente (Artdib)                                      |
| Sixtine Rose              | 27 ans | DG (Socrate)                                             |
| Charlie Rousset           | 30 ans | Président (Morphée)                                      |
| Théo Scubla               | 27 ans | Président (Each one)                                     |
| Jules Sitruk              | 24 ans | Président (Protis Club)                                  |
| Hugo Travers              | 25 ans | Fondateur (HugoDécrypte)                                 |
| Tristan Maurel            | 25 ans | Président (Umiami)                                       |
| Clément Poyade            | 27 ans | DG (Yacon & Co)                                          |
| Valentin Richardot        | 28 ans | DG (J'ai un pote dans la com)                            |
| Alice Groth               | 27 ans | Associate (Sistafund)                                    |

### 2024[35]
| Nom                         | Âge    | Fonction                                        |
| --------------------------- | ------ | ----------------------------------------------- |
| Thomas Bigagli              | 29 ans | Président (Plug and Play)                       |
| Baptiste Bonnichon          | 27 ans | Président (Inspire Villages)                    |
| Kevin Briche                | 29 ans | Président (EcoFarms)                            |
| Aurélie Bucco Berthon       | 29 ans | DG (Cuvée privée)                               |
| Lætitia Carle               | 29 ans | DG (Greenly)                                    |
| Charles Corrot              | 26 ans | Président (Café Nuances)                        |
| Marguerite Courtois         | 29 ans | Directrice (Courtois Paris et Stars Solidaires) |
| Paul Courtaud               | 28 ans | Président (Neobrain)                            |
| Maxime Cousin               | 29 ans | Président (Osol)                                |
| Jean De Boisredon           | 24 ans | Président (Caps Me)                             |
| Zita D’hauteville           | 28 ans | Partner Manager (YouTube)                       |
| Romane Dicko                | 24 ans | Judokate                                        |
| Guillaume Diop              | 24 ans | Danseur                                         |
| Vincent Garcia              | 27 ans | DG (Kikleo)                                     |
| Jean-Baptiste Gérard        | 28 ans | Président (Laystone Group)                      |
| Matthieu Giraud             | 27 ans | DG (Isidore Paris)                              |
| Matthias Goldenberg         | 29 ans | Président (Kate)                                |
| Lara Granier                | 28 ans | Skipper                                         |
| Guillaume Grimbert          | 29 ans | Président (Greenbids)                           |
| Gaspard Guermonprez         | 26 ans | Président (Intello)                             |
| Talel Hakimi                | 27 ans | Président (Livmed’s)                            |
| Mélanie De Jesus Dos Santos | 24 ans | Gymnaste                                        |
| Agathe Monpays              | 29 ans | Directrice (Leroy Merlin)                       |
| Athénaïs Oslati             | 28 ans | CEO et Fondatrice (Ontbo)                       |
| Mélanie Oullion             | 30 ans | Directrice (Ministère des Armées)               |
| Julien Paque                | 27 ans | Président (TchaoMégot)                          |
| Jérôme Perottet             | 29 ans | Directeur (Jéjé et Raph)                        |
| Moïse Seez                  | 29 ans | Président (Homer Food Group)                    |
| Ophélie Vanbremeersch       | 24 ans | Présidente (ZAC Groupe)                         |
| Lucie Zhang                 | 23 ans | Actrice                                         |

## En Belgique
La liste des lauréats belges en fonction des années :

### 2024[36]
| Nom                                    | Âge          | Fonction                                                                         |
| -------------------------------------- | ------------ | -------------------------------------------------------------------------------- |
| Adélaïde Charlier                      | 23 ans       | Activiste pour la justice climatique                                             |
| Antoine de Meeûs d’Argenteuil          | 28 ans       | Producteur, auteur-compositeur, chercheur et ingénieur en technologies musicales |
| Bart-Jan Leyts                         | 25 ans       | Fondateur de Otamiser                                                            |
| Casimir Morobé                         | 27 ans       | Fondateur & CEO                                                                  |
| Cédric Schepers                        | 29 ans       | Global head of operations chez Loop Earplugs                                     |
| Charlotte Van Liedekerke               | 25 ans       | Alliance Project Manager chez Nordic Bioscience                                  |
| Colin Deblonde                         | 26 ans       | Fondateur et CEO de Dripl                                                        |
| Deborah D’hauwer                       | 29 ans       | Directrice chez EY - Strategy & Transactions                                     |
| Fleur van Sambeeck                     | 29 ans       | Product Marketing Manager chez Google                                            |
| Gabriel Levie et Franck-Victor Laurant | 26 et 27 ans | Cofondateurs de Wequity                                                          |
| Helena                                 | 22 ans       | Auteure-compositrice-interprète                                                  |
| Henri PFR                              | 29 ans       | Producteur et DJ                                                                 |
| Karina Yamamoto                        | 28 ans       | CEO de Gridbird                                                                  |
| Lander T’Kindt                         | 26 ans       | Cofondateur de Donna                                                             |
| Léa Bayekula                           | 29 ans       | Athlète paralympique - sprinteuse                                                |
| Léopold Coppieters                     | 29 ans       | Cofondateur et Chief Solar Officer chez SKYSUN                                   |
| Lous and the Yakuza                    | 28 ans       | Auteure-compositrice-interprète, actrice, auteure et artiste visuelle            |
| Maïté Meeûs                            | 26 ans       | Fondatrice du mouvement Balance ton bar                                          |
| Mario Stroeykens                       | 20 ans       | Joueur de football au RSC Anderlecht                                             |
| Nathan Soret                           | 29 ans       | Fondateur et CEO de Nonante Cinq                                                 |
| Pauline Van Ostaeyen                   | 29 ans       | Cofondatrice de Dockflow                                                         |
| Ruben Miessen                          | 29 ans       | CEO et cofondateur de LEGALFLY                                                   |
| Sarah Puttemans                        | 25 ans       | Créatrice de contenu et cofondatrice de Deluge                                   |
| Shauna Dewit                           | 25 ans       | Créatrice de contenu et présentatrice télévision                                 |
| Steve Declercq et Hendrik Keeris       | 26 ans       | Cofondateurs de Bizzy                                                            |
| Stijn Van Daele                        | 28 ans       | Fondateur et CEO de Stretch                                                      |
| Svéa Van den Heuvel                    | 29 ans       | Cofondatrice de The Foldie                                                       |
| Thomas Angerer                         | 29 ans       | Co-fondateur & Chief Creative Officer de BeInfluence Europe                      |
| Thomas Guenter                         | 29 ans       | Consultant, auteur, conférencier et fondateur de Finhouse                        |
| Youssef Swatt’s                        | 26 ans       | Rappeur et auteur-compositeur                                                    |